# Atomenergia Magyarországon
Magyarországon az országos energiamixben az atomenergiának meghatározó szerepe van. Míg 2006-ban az ország villamosenergiájának alig 38 százaléka származott nukleáris hasadóanyagból, addig 2014-re ez az arány már 53 százalék fölé emelkedett. Prognosztizálhatóan a kialakult 50 százalék körüli arány nem változik jelentősen a közeljövőben.

## A kezdetek
Az első magyar atomreaktort 1959-ben Budapest XII. kerületében, Csillebércen indították el. A mindmáig működő atomreaktor VVRSZ típusú, azaz nyomottvizes rendszerű, 2 MW teljesítményű volt. Az elmúlt évtizedekben többször felújították, bővítették, a legutóbbi fejlesztés után a teljesítménye már 10 MW-re nőtt. A reaktor elsősorban kutatási célokat szolgált, valamint segítette a hazai nukleáris szakemberképzést, a reaktorral szerzett tapasztalatokat a Paksi Atomerőműnél is felhasználták.

## Magyar atomerőmű
Az első kereskedelmi célú atomerőmű építése szovjet együttműködéssel az olajválságot követően, 1974-ben kezdődött meg. Még abban az évben elindult az 1. és 2. blokkok építése is. A Paksi Atomerőmű Vállalat 1976. január 1-jén kezdte meg működését.
Az 1-es blokkot 1982-ben kapcsolták az országos villamos hálózatra, ettől az időponttól számíthatjuk Magyarországon a lakossági atomenergia-szolgáltatás megindulását. A blokkok üzembeállításának időpontja az alábbiak szerint alakult:
- 1. blokk: 1982. december 28.
- 2. blokk: 1984. szeptember 6.
- 3. blokk: 1986. szeptember 28.
- 4. blokk: 1987. augusztus 16.

Jelenleg a Paksi Atomerőmű nettó teljesítménye 1826 MW, négy, egyenként névlegesen 440 MW-os, ún. VVER 440/V 213 típusú nyomottvizes, kétkörös reaktorblokkból áll. Egy reaktorhoz két 220 MW-os gőzturbina tartozik. Eredetileg a reaktorok életidejét 30 évre tervezték, a magyar kormány azonban úgy döntött, hogy, élve az orosz partner által kínált lehetőséggel, meghosszabbítja 20 évvel a reaktorok élettartamát. Ezeknek a projekteknek a költsége hozzávetőlegesen 900 millió dollár, de ezzel egyben a teljes kapacitást 2000 MW-ra növelik. 
A Paksi Atomerőmű teljes üzemanyag–, uránszükségletét az oroszországi TVEL biztosítja. A kiégett fűtőelemeket általában újrafeldolgozás nélkül ártalmatlanítják, bár vannak olyan kiégett fűtőelemek, amelyeket Oroszországba küldenek újrafeldolgozás céljából. Az újrafeldolgozásra nem kerülő, kiégett fűtőelemeket öt évig az atomreaktor területén, medencékben tartják, majd ezt követően továbbítják szárazraktárba őket. Ezenkívül 2005-ben az ország déli részén, Bátaapáti lakosai megszavazták területükön egy alacsony és közepes aktivitású hulladéktároló építési tervét. A Parlament 2005 novemberében hagyta jóvá ezt az beruházást. Az építkezés költségeit a Központi Nukleáris Pénzügyi Alap fedezte abból az alapból, amelyet az atomenergia-társaságok fizetnek be. A tároló az első nukleáris hulladékszállítmány megérkezését követően, 2012 decemberében kezdte meg működését. Az építési költségek 68 milliárd forintot (kb. 310 millió dollárt) tettek ki. 

## Jövő
2014 januárjában Oroszország elnöke és Magyarország miniszterelnöke, Vlagyimir Putyin és Orbán Viktor megállapodtak két VVER reaktorblokk megépítéséről a Paksi Atomerőmű új részegységeiként. Ezek mindegyike 1200 MW teljesítményű lesz. A beruházás mintegy 10–12 milliárd eurós (11-13 milliárd dolláros) költségeihez Oroszország nyújt hitelt Magyarországnak, kivitelezője az Oroszországi Szövetségi Atomenergia Ügynökség (RoszAtom) lesz. A reaktoroknak legkésőbb a 2020-as évek végén közvetlenül kell kapcsolódniuk az országos energiarendszerhez.

## Fordítás
- Ez a szócikk részben vagy egészben  a   Nuclear energy in Hungary című angol Wikipédia-szócikk ezen változatának fordításán alapul.  Az eredeti cikk szerkesztőit annak laptörténete sorolja fel. Ez a jelzés csupán a megfogalmazás eredetét és a szerzői jogokat jelzi, nem szolgál a cikkben szereplő információk forrásmegjelöléseként.